# Símpono
O símpono (em grego: σύμπονος; romaniz.: symponos) foi, junto com o logóteta do pretório, um dos dois subalternos seniores do eparca de Constantinopla, o principal administrador da capital do Império Bizantino. Sua principal responsabilidade foi a supervisão das guildas da cidade em nome do eparca. Estudiosos anteriores sugerem que cada guilda tinha seu próprio símpono, mas esta hipótese tem sido rejeitada desde então. John B. Bury identifica-o como o sucessor do assessor (adsessor) atestado no Notitia Dignitatum do final do século IV, mas o mais antigo selo sobrevivente de um símpono data dos séculos VI-VII. O ofício é atestado pela última vez em 1023. De acordo com o Taktikon Uspensky, o símpono e o logóteta do pretório precederam, na classificação, os cartulários dos temas e domesticados bizantinos, mas estiveram sob o posto de espatário.